# Sherburne
Sherburne és una població dels Estats Units a l'estat de Nova York. Segons el cens del 2000 tenia 1.455 habitants.

## Demografia
Segons el cens del 2000, Sherburne tenia 1.455 habitants, 648 habitatges, i 351 famílies. La densitat de població era de 369,6 habitants per km².
Dels 648 habitatges en un 28,5% hi vivien nens de menys de 18 anys, en un 39,4% hi vivien parelles casades, en un 11,1% dones solteres, i en un 45,7% no eren unitats familiars. En el 40,4% dels habitatges hi vivien persones soles el 17,7% de les quals corresponia a persones de 65 anys o més que vivien soles. El nombre mitjà de persones vivint en cada habitatge era de 2,21 i el nombre mitjà de persones que vivien en cada família era de 2,99.
Per edats la població es repartia de la següent manera: un 25,6% tenia menys de 18 anys, un 7,1% entre 18 i 24, un 27,4% entre 25 i 44, un 21,6% de 45 a 60 i un 18,4% 65 anys o més.
L'edat mediana era de 38 anys. Per cada 100 dones de 18 o més anys hi havia 80,8 homes.
La renda mediana per habitatge era de 28.676 $ i la renda mediana per família de 39.844 $. Els homes tenien una renda mediana de 31.080 $ mentre que les dones 20.833 $. La renda per capita de la població era de 18.248 $. Entorn del 13,3% de les famílies i el 18,6% de la població estaven per davall del llindar de pobresa.

## Fills il·lustres
- Horatio Richmond Palmer (1834-1907) Mestre de música i compositor de música religiosa.